# Desaparición de Christie Farni
Christie Lynn Farni (Los Ángeles, California; 18 de enero de 1972) era una niña estadounidense que desapareció en Medford (Oregón), tras testificar ante un gran jurado en relación con las acusaciones de abusos contra su padre biológico. El asesino en serie Henry Lee Lucas fue implicado en su desaparición en 1983, pero su presunta participación en la misma no fue confirmada. Su caso es el más antiguo de niños desaparecidos sin resolver en el condado de Jackson de Oregón.

## Caso
Christie Lynn Farni nació el 18 de enero de 1972 en Los Ángeles (California). Tenía seis años cuando desapareció. En el momento en el que esto sucede, había llegado a testificar ante un gran jurado contra su padre, Kenneth Farni, el 14 de diciembre de 1978, en relación con las acusaciones de malos tratos presentadas contra él.
Tras testificar, Farni regresó a su hogar de acogida, donde llevaba residiendo sólo tres días, antes de partir a pie hacia la escuela primaria Jackson. Su desaparición fue denunciada esa misma tarde, después de que no regresara a casa desde la escuela, revelándose que nunca había llegado a clase ese día. Un informe alternativo de 1979 afirmaba que Farni había sido vista jugando con otra niña en el YMCA de Medford.
Tanto el padre como la madrastra de Farni cooperaron con la policía y ambos fueron sometidos a pruebas poligráficas. La madre biológica de Farni había fallecido el año anterior a su desaparición en un accidente de moto.
El 16 de diciembre de 1983, se informó de que se estaban buscando los posibles restos de Farni en una zona remota de la frontera entre California y Oregón. El asesino en serie Henry Lee Lucas, un vagabundo, aludió a haber secuestrado y asesinado a Farni, pero los lugares indicados por Lucas donde supuestamente podrían encontrarse sus restos resultaron infructuosos. En aquel momento, Lucas había afirmado haber asesinado hasta 165 personas en Estados Unidos, principalmente mujeres, desde que tenía trece años de edad.
El hermanastro de Farni, que vivía con ella y su padre durante el tiempo en que desapareció, se suicidó en una fecha no revelada. En 1994, Kenneth Farni murió en una colisión de tráfico. En 2008, la policía de Medford reabrió el caso de Farni, que es el caso de desaparición de menores más antiguo del citado condado de Jackson.